# 院内肺炎

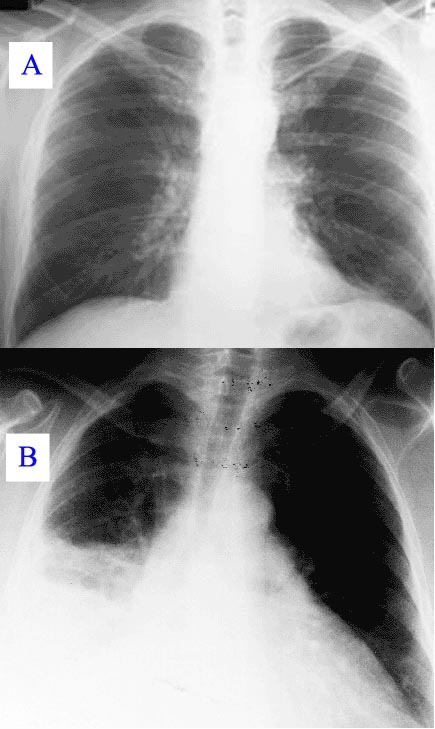
胸部x-rayによる肺炎
A: 正常 B: 右肺に異常な影がみられる肺炎

院内肺炎（いんないはいえん、Hospital-acquired pneumonia(HAP)、 nosocomial pneumonia）とは、
患者の入院後、少なくとも48〜72時間後に発症した肺炎を指す。これは市中肺炎と区別される。
通常はウイルスではなく、細菌感染によって引き起こされる。
院内肺炎は尿路感染症に次いで2番目に一般的な院内感染であり、全体の15〜20％を占める 。院内感染において中で最も一般的な死因であり、集中治療室（ICU）での主な死因である。
院内肺炎の罹患によって、1-2週間のさらなる入院が必要になる。

## 兆候と症状
胸部X線に新規または進行性の浸潤が見られ、さらに以下に該当する
- 発熱 > 37.8 °C (100 °F)
- 化膿性痰
- 白血球増加 > 10,000 cells/μl

## 種別
- 細菌性肺炎：症例の大部分は、さまざまな棒状グラム陰性菌（52％）および黄色ブドウ球菌（19％）に関連し、たいていはMRSAタイプである[4]。他はヘモフィルス属がある（5％）。ICUにおいては、黄色ブドウ球菌（17.4％）、緑膿菌（17.4％）、クレブシエラニューモニアエとエンテロバクター属（18.1％）、インフルエンザ菌（4.9％）であった[1]。
- ウイルス性肺炎：インフルエンザ、呼吸器合胞体ウイルス、免疫不全患者におけるサイトメガロウイルス、これらが感染の10-20％に該当する[2]。

## 診断
鑑別疾患は以下となる。
- 無気肺
- 鬱血性心不全
- 肺塞栓症

## 管理
| 生命予後因子（IROAD） | 肺炎重症度規定因子                                 | MRSA保有リスク                                                                        |
| --- | -------------------------------------------------- | ------------------------------------------------------------------------------------- |
| - 悪性腫瘍または免疫不全状態 - 酸素飽和度＞90%の維持にFiO2＞35%を要する - 意識レベルの低下 - 男性70歳以上、女性75歳以上 - 乏尿または脱水 | - CRP≧20mg/dl - 胸部X線写真の陰影が一側肺の2/3以上 | - 長期（2週間程度）の抗菌薬の投与 - 長期入院の既往 - MRSA感染やコロニゼーションの既往 |

上記IROADが3項目以上該当すれば重症群（C群）とする。2項目以下ならば、肺炎重症度規定因子による評価を行い、ひとつでも該当すれば中等症群（B群）であり、該当がなければ軽症（A群）となる。
A群の治療
セフトリアキソン（CTRX ロセフィン®）やスルバクタム/アンピシリン（SBT/ABPC ユナシン®）やバニペネム/ベタミプロン（PAPM/BP カルベニン®）などが用いられる。
B群の治療
単剤投与としてはタゾバクタム/ピペラシリン（TAZ/PIPC ゾシン®）、イミペネム/シラスタチン（IPM/CS チエナム®）、メロペネム（MEPM メロペン®）が用いられる。誤嚥や嫌気性菌の関与が疑われない場合はセフェピム（CFPM マキシピーム®）を用い、誤嚥、嫌気性菌の関与を疑う場合はセフェピムCFPM マキシピーム®）にクリンダマイシン（CLDM ダラシンS®）を併用する。原則併用療法としてはセフタジジム（CAZ モダシン®）とクリンダマイシン（CLDM ダラシンS®）の併用を行う。
C群の治療
B群の治療にアミカシン（AMK アミカシン®）やシプロフロキサシン（CPFX シプロキサン®）を併用する。
MRSAが疑われる場合
バンコマイシン（VCM 塩酸バンコマイシン®）、テイコプラニン（TEIC タゴシッド®）、リネゾリド（LZD ザイボックス®）、アルベカシン（ABK ハベカシン®）を併用する。
ESBL産出菌が分離されたとき
カルバペネム系が第一選択となる。

### 治療効果判定
症状の改善は通常72時間以内に認められるため、急激な増悪を認める場合以外は3日間は抗菌薬は変更しない。緑膿菌など耐性傾向が強い菌をのぞいて初期抗菌薬が有効であれば治療期間は7～10日間とされている。また治療開始後3日以上経過して改善がなければ抗菌薬の変更を考慮する。

### 高齢者への対応
一回投与量は体格で調節し、投与間隔は排泄機能で調節する。

### 補助療法
肺炎の補助療法としてはステロイド、免疫グロブリン、G-CSF、血液浄化法、好中球エラスターゼ阻害薬などが知られている。
ステロイド
肺炎に対しては解熱、および全身状態の改善、ガス交換機能の改善、線維化抑制、抗ショック作用、過剰なサイトカイン反応の抑制、副腎不全の改善があるとされている。ニューモシスチス肺炎での有効性は立証されている。
免疫グロブリン
肺炎に対しては液性免疫の改善、毒素やウイルスの中和、オプソニン作用による好中球の貪食作用の亢進などがあるとされている。重症感染症に対しては適正な抗菌薬を併用したうえで免疫グロブリン1回5g/day分1を3日間使用するといった方法が示されている。

## さらに読む
- “What is healthcare-associated pneumonia and how is it managed?”. Curr. Opin. Infect. Dis. 21 (2):  168–173. (2008). doi:10.1097/QCO.0b013e3282f4f248. PMID 18317041.
- Morrow L. Critical Decisions for the Treatment of Health-care-Associated Pneumonia in the ICU.